# Eminescu și poeziile sale
Eminescu și poeziile lui este un studiu de Titu Maiorescu. A fost publicat în anul 1889, anul morții lui Eminescu, și este prima lucrare de exegeză (analiză / interpretare) a operei eminesciene. Așadar, Maiorescu devine primul eminescolog (cercetător și cuceritor al operei eminesciene).
Așa cum arată și titlul, studiul cuprinde două părți: prima parte se referă la viața poetului, (vizează „omul” Eminescu), în timp ce a doua cuprinde o analiză a operei acestuia („poeziile lui”).

## Prima parte, consacrata vieții poetului
Criticul fixează sumar câteva date din biografia lui Eminescu, arătând că acesta s-a născut la Botoșani, a studiat la Cernăuți, Viena și Berlin, a fost inspector școlar, bibliotecar; a murit în 1889. 
Maiorescu încearcă să dezlege misterul bolii lui Eminescu. El nu admite ideea potrivit căreia boala de care a suferit Eminescu (nebunia) ar fi fost declanșată de sărăcie și arată că ea a fost moștenită ereditar (doi frați ai acestuia s-au sinucis după ce înnebuniseră!). Consideră că viața sa plină de excese (abuz de tutun, cafea; lecturile excesive) a fost o consecință a acestei boli și nu factorul care a cauzat-o.
Face un portret spiritual al lui Eminescu, evidențiindu-i ca trăsături definitorii inteligența, memoria extraordinară (capacitatea de a reține un volum imens de cunoștințe), cultura excepțională (cunoscător al filosofiei, al credințelor religioase; pasionat de marile scrieri ale lumii), setea de cunoaștere (interesul constant pentru nou, pentru teoriile științifice, economice, filosofice etc.), modestia (refuzul premiilor și al gloriei; simplitatea pe care o dovedește în discuția cu regina României, Carmen Sylva). 
Afirmă că biografia lui Eminescu se apropie de cea a geniului romantic: inteligent, visător, însetat de cunoaștere, dar nefericit în plan familial, neînțeles de societate. 
Pune în discuție pesimismul eminescian și arată că acesta a fost unul nativ ( ține deci de structura interioară a poetului), nu unul dobândit ca urmare a sărăciei în care a trăit, a mizeriei și a lipsurilor cu care s-a confruntat. După ce exclude factorul material ca generator al pesimismului, arătă că, oricând și oriunde ar fi trăit Eminescu, din opera sa ar fi răzbit același pesimism, aceeași dezamăgire. Pesimismul eminsecian nu este unul egoist (în lirica sa, Eminescu nu-și plânge propriile neîmpliniri erotice!), ci unul metafizic, izvorât din conștientizarea nedreptăților sociale, politice, dar mai ales din conștientizarea tragismului condiției umane. Contactul cu filosofia lui Schopenhauer a alimentat însă acest pesimism nativ, corespunzând perfect structurii sufletești a lui Eminescu.

## Partea a doua, consacrată operei poetului
Criticul supune analizei câteva dintre poeziile eminesciene reprezentative care-i pun în valoare genialitatea, comentându-le sub aspectul limbajului și al conținutului de idei, socotit novator în literatura română a momentului. Maiorescu afirmă că ceea ce individualizează opera lui Eminescu în raport cu opera scriitorilor dinaintea sa și o face inconfundabilă este bogăția ideilor filosofice și frumusețea limbajului, „semnul celor aleși” (ți-a ales întotdeauna cele mai potrivite cuvinte pentru a exprima exact ideile). Remarcă multitudinea de idei filosofice, religioase, științifice, mitologice care se regăsesc la Eminescu, și le explică prin cultura excepțională a acestuia. Evidențiază talentul excepțional dovedit în mânuirea limbii, concretizat în alegerea cuvintelor celor mai potrivite pentru exprimarea ideilor
Analizează poezia de dragoste a lui Eminescu, afirmând că poetul a văzut în femeie doar copia imperfectă a unui prototip irealizabil. În mod greșit, arată că erotica eminesciană are o dimensiune pur instinctuală, refuzându-i deci platonismul.
Remarcă bogăția și varietatea rimelor din lirica eminesciană. Potrivit criticului, originalitatea acestor rime este indiscutabilă. El însuși identifică trei tipurti de rime:
- rime noi , rezultate din rimarea unui cuvânt întreg cu altul prescurtat; sine-mi”/ „inemi” /„suie” cu „nu e”).).

- Rime surprinzătoare, în care rimează un cuvânt obișnuit cu unul prozaic, neliterar - („nalte” cu „încalte”)

- Rime rezultate din rimarea unui substantiv comun cu unul propriu („zid” cu „Baiazid”/ „oaspe” cu „Istaspe”).

Observă că poetul a utilizat relativ puține cuvinte, dar le-a atribuit sensuri noi. Apreciază sonetele eminesciene, „Glossa” și „Oda”. Arată că una dintre sursele muzicalității liricii poetului de la Ipotești o constituie numele proprii (Dalila, Venera, Basarabi, Mușatini). Laudă înteresul acestuia pentru folclor și faptul că a valorificat o serie de cuvinte populare (sară, nouri), dând versurilor o perfecțiune aproape onomatopeică. 
În finalul studiului, Maiorescu se lansează într-o profeție care a fost confirmată mai târziu, arătând că „pe cât se poate omenește prevedea”, literatura (poezia) românescă din secolul al XX-lea, va începe sub auspiciile geniului eminescian (deci poezia eminesciană va fi germenele din care se va naște toată poezia secolului următor).